# Rodavgí
Rodavgí är en ort i Grekland.   Den ligger i prefekturen Nomós Ártas och regionen Epirus, i den centrala delen av landet, 280 km nordväst om huvudstaden Aten. Rodavgí ligger 609 meter över havet och antalet invånare är 455.
Terrängen runt Rodavgí är kuperad österut, men västerut är den bergig. Runt Rodavgí är det ganska glesbefolkat, med 39 invånare per kvadratkilometer. Närmaste större samhälle är Arta, 18,3 km söder om Rodavgí. I omgivningarna runt Rodavgí växer i huvudsak blandskog.